# Byszew-Kaczyn
Byszew-Kaczyn [pronunciación en polaco: /ˈbɨʂɛf ˈkat͡ʂɨn/] es un pueblo en el distrito administrativo de Gmina Kutno, dentro de Distrito de Kutno, Distrito de Łódź, en Polonia central. Se encuentra aproximadamente 9 kilómetros al sudoeste de Kutno y 48 kilómetros al norte de la capital regional, Łódź.